# Munro Price
Munro Price (* 1963 in London) ist ein britischer Neuzeithistoriker, Hochschullehrer und Sachbuchautor. Sein Forschungsschwerpunkt ist Frankreich in der Neuzeit.

## Leben
Munro Price wurde 1963 als Sohn des Schriftstellers Stanley Price in London geboren. Er studierte Geschichtswissenschaften an der University of Cambridge, promovierte dort 1989 zum Doktor (Ph. D.) und spezialisierte sich auf den Gebieten: Frankreich im 18. Jahrhundert, Französische Revolution, Erste Französische Republik und Koalitionskriege. Munro Price verfasse hinzu einschlägige Monografien und stellte die damals wirkenden Persönlichkeiten wie Ludwig XVI., Marie-Antoinette, Louis Auguste Le Tonnelier de Breteuil, Charles Gravier, comte de Vergennes, Louis-Philippe I., Lewis Way und Napoleon Bonaparte dar.
Er lehrte als Lecturer 1988/89 Neuzeitgeschichte in an der Swansea University sowie als Associate Professor 1994/95 an der Universität Lyon und danach als Professor in Bradford an der University of Bradford. Munro Price ist ein Mitglied (Fellow) der Royal Historical Society und Historical Association.

## Werke
- mit John Hardman: Louis XVI and the Comte de Vergennes. Correspondence 1774–1787. Voltaire Foundation, Oxford 1998
- The Fall of the French Monarchy. Louis XVI, Marie Antoinette and the Baron de Breteuil. Macmillan Publishers, London 2002
  - US-amerikanische Ausgabe: The Road from Versailles. Louis XVI, Marie Antoinette, and the Fall of the French Monarchy. St. Martin’s Press, New York City 2003
  - portug. Übersetzung (Brasilien): A Queda da Monarquia Francesa. Luis XVI, Maria Antonieta et o barao de Breteuil. Editora Record, Rio de Janeiro, 2007
- Preserving the Monarchy. The Comte de Vergennes 1774–1787. Cambridge University Press, Cambridge 2004
- The Perilous Crown. Ruling France 1814–1848. Macmillan Publishers, London 2007
  - franz. Übersetzung von Isabelle Hausser: Louis-Philippe. Le prince et le roi. La France entre deux révolutions. Éditions de Fallois, Paris 2009
- mit Stanley Price (Vater): The Road to Apocalypse. The Extraordinary Journey of Lewis Way. Notting Hill Editions, London 2011
- Napoleon. The End of Glory. Oxford University Press, Oxford 2014
  - dt. Übersetzung von Enrico Heinemann und Heike Schlatterer: Napoleon. Der Untergang. Siedler Verlag, München 2015, ISBN 978-3-8275-0056-4.

## Auszeichnungen
- 2002: Enid McLeod Literary Prize von der Franco-British Society für The Fall of the French Monarchy[2]
- 2003: Hessell-Tiltman History Prize für The Fall of the French Monarchy
- 2003: Nominierung für Longman-History Today Awards mit  The Fall of the French Monarchy[3]
- 2013: Nominierung für Jewish Quarterly Wingate Prize mit The Road to Apocalypse[4]
- 2013: Nominierung für Jewish Quarterly Wingate Prize mit  Preserving the Monarchy. The Comte de Vergennes 1774–1787